# 石井長四郎
石井 長四郎（いしい ちょうしろう、1918年〈大正7年〉6月7日 - 1983年〈昭和58年〉2月26日）は、日本の照明技師である。元日本映画テレビ照明協会会長。
東京府東京市（現在の東京都）出身。

## 人物・来歴
旧制・王子高等小学校（現在の北区立王子小学校）を卒業し、満17歳になる1935年（昭和10年）、東京・巣鴨の大都映画に入社した。
翌1936年（昭和11年）には、東京・砧のピー・シー・エル映画製作所に移籍した。同社は、さらに翌年の1937年（昭和12年）9月10日、他社と合併して東宝映画を設立、同製作所は東宝映画東京撮影所となり、1943年（昭和18年）には同社が合併して現在の東宝となり、同撮影所は東宝撮影所（現在の東宝スタジオ）と改称するが、この間、同撮影所に在籍し続けた。
1947年（昭和22年）、東宝は東宝争議で製作を中止し、石井は東宝第二撮影所に設立された新東宝に移籍した。1952年（昭和27年）には、東宝に戻っている。『山の音』（1954年）以来、成瀬巳喜男監督作品の照明を多く務めた。
1973年（昭和48年）、『忍ぶ糸』で日本映画テレビ照明協会技術賞を受賞。
1978年（昭和52年）、照明技師の職能団体である日本映画テレビ照明協会の会長に就任した。しかし体調が優れず、1980年（昭和55年）、病状が悪化し、会長職を辞任した。
1983年（昭和58年）2月26日、死去した。満64歳没。

## 作風
東宝で照明助手を務めた畑日出夫は、石井の照明は日常を描く作品で力を発揮すると評しており、怪獣映画である『ゴジラ』（1954年）においても何気ない日常を表現することでゴジラとの対比で効果を高めていると述べている。
『男ありて』（1955年）では、主人公の妻が死亡することを予見させる照明にしてしまったことを悔やんでいたという。

## 代表作
- 1943年 - 虎彦龍彦[1]
- 1945年 - 續姿三四郎[1]
- 1946年 - わが青春に悔なし
- 1949年 - 野良犬[1]
- 1951年 - ブンガワンソロ[1]
- 1953年 - 夫婦[1]
- 1953年 - 青色革命[1]
- 1954年 - 山の音[1]
- 1954年 - 芸者小夏
- 1954年 - 晩菊
- 1954年 - ゴジラ[1][2]
- 1955年 - 浮雲[1]
- 1955年 - 男ありて[3]
- 1956年 - 驟雨
- 1956年 - 妻の心
- 1956年 - 流れる
- 1958年 - リオの若大将
- 1959年 - コタンの口笛 [1]
- 1960年 - 女が階段を上る時
- 1961年 - 名もなく貧しく美しく
- 1961年 - 用心棒[1]
- 1961年 - 小早川家の秋[1]
- 1962年 - 放浪記
- 1963年 - 太平洋の翼[1]
- 1964年 - 乱れる
- 1966年 - 女の中にいる他人
- 1967年 - 乱れ雲
- 1969年 - 死ぬにはまだ早い
- 1970年 - 激動の昭和史 軍閥
- 1973年 - 忍ぶ糸[1]
- 1976年 - 続・人間革命

## 受賞歴
- 1973年 - 日本映画テレビ照明協会技術賞[1]。